# 事象の地平面
事象の地平面（、英: event horizon）は、物理学・相対性理論の概念で、情報伝達の境界面のこと。シュバルツシルト面や事象の地平線（）ということもある。

回転しているブラックホール（カー解）の周辺には事象の地平面の外側にエルゴ領域が生じる。エルゴ領域では慣性系の引きずり効果が生じ、粒子や光は一点にとどまることができない。しかし、事象の地平面とは異なり外部への脱出は可能である。

情報は光や電磁波などにより伝達され、その最大速度は光速であるが、光などでも到達できなくなる領域（距離）が存在し、ここより先の情報を我々は知ることができない。この境界を指し「事象の地平面」と呼ぶ。

## ブラックホール
重力が大きく、光でさえも脱出不可能な天体をブラックホールという。従って、ブラックホールの存在は、ブラックホールに落ち込む物質が放つ放射や、ブラックホール近傍の天体の運動など、間接的な観測事実に頼ることになる。ブラックホールは、一般相対性理論が予言する産物であり、M87および銀河系の中心にあるブラックホールは既に直接観測された。
一般相対性理論において、ブラックホールを厳密に定義すると、「情報の伝達が一方的な事象の地平面が存在し、漸近的に平坦ではない方の時空の領域」ということになる。このように数学的には厳密に定義されても、例えば数値シミュレーションで、事象の地平面を特定するのは難しい。未来永劫にわたって、その領域が外側と因果関係を持たないことを示さなければならないからである。そこで、「見かけの地平面(apparent horizon)」という概念がよく利用される。
簡単にブラックホールの大きさを評価する方法として、シュヴァルツシルトの解が表すシュヴァルツシルト半径がある。球対称・真空でのブラックホール解を表すシュヴァルツシルトの解では、事象の地平面がシュヴァルツシルト半径と一致する。そのため事象の地平面をシュヴァルツシルト面と言うことがある。地球のシュヴァルツシルト半径は約9mmである。また、我々の銀河（天の川銀河）のそれは太陽系の大きさのおよそ30個分である。
天体の持つ質量により、その天体の中心から事象の地平面が形成されるまでの距離は異なる。普通の天体の半径はシュヴァルツシルト半径よりも大きくその天体の情報を得ることが可能である。しかし重力崩壊で収縮すると、その天体の全質量が事象の地平面より小さい領域に押し込まれ、もはや情報を得ることが不可能となる。

## 宇宙の地平面（宇宙の地平線）
宇宙の地平面とは観測可能なもっとも遠い宇宙の空間あるいは宇宙の時空であり、観測上の「宇宙の果て」である。一般的に宇宙は膨張していると考えられており、距離が離れているほど地球からの後退速度（宇宙論的固有距離の変化量を宇宙時間で微分した値）が速く、ある距離（ハッブル距離）以上は光速以上の速さで離れる。地球に向かう光が常に光速以上で遠ざかる空間にとどまるという条件下では、その光は地球には永遠に届かない。このとき光が届く限界の時空面を宇宙の事象的地平面という。事象的地平面は我々が観測できる個々の天体がどの時代の姿まで観測できるかを示している。
現在観測される天体のなかには、光速を超えて地球から遠ざかっているものも存在する。このような天体が観測できるのは、天体から放たれた光が光速以上で遠ざかる空間から抜け出て次第に地球からの後退速度が緩やかな空間に入るからであり、「地球から光速で遠ざかる空間＝宇宙の地平面」ではない。赤方偏移Zの値が1.7程度の天体は、今地球で観測される光を放ったときちょうど光速で遠ざかっていたので、これよりも赤方偏移の大きな天体は超光速で地球から遠ざかっていたことになる。そのような天体はすでに1000個程度観測されている。
また、現在地球から観測できる最も古い光が放たれた場所の、現在の位置を光子の粒子的地平面という。現在の光子の粒子的地平面は地球を中心とする半径約450億光年の球の表面となり、この球面の半径は光速の約3.5倍の速さで大きくなり、我々が今観測している光を放ったとき（宇宙の晴れ上がり）には光速の約60倍もの速度で遠ざかっていた。光子以外の粒子による粒子的地平面は光子のそれよりも遠く伸びる場合がある。たとえばニュートリノによる粒子的地平面は光子の粒子的地平面よりも大きいと考えられる。なぜなら光は直進できるようになるまで「宇宙の晴れ上がり」を待たねばならなかったが、ニュートリノはそれ以前に直進していると考えられるからだ。
また、私たちの属する宇宙は光子を含む電磁波の観測によって関与できる空間の限界を示す光子の粒子的地平面を超えて、はるかに広大に広がっていると考えられている。

## 加速運動
等価原理により、加速運動する系から見ると重力が発生し、事象の地平線が生じる。1G (9.8 m/s2) で加速する系から見れば、後方約1光年に平面状の地平面が発生する。
しかしこの地平面は加速運動による一時的なものであり、加速が止まれば消滅する。